# Marsiglia Challenger 1991
Il Marsiglia Challenger 1991 è stato un torneo di tennis facente parte della categoria ATP Challenger Series nell'ambito dell'ATP Challenger Series 1991. Il torneo si è giocato a Marsiglia in Francia dal 25 al 31 marzo 1991 su campi in terra rossa.

## Vincitori

### Singolare
Ronald Agénor ha battuto in finale  Martin Střelba con il punteggio di 5–7, 6–4, 6–2

### Doppio
Massimo Boscatto /  Stefano Pescosolido hanno battuto in finale  Tom Kempers /  Tom Nijssen con il punteggio di 6–2, 2–6, 6–3